# Prąd Wschodnioaustralijski
Prąd Wschodnioaustralijski – ciepły prąd morski na Oceanie Spokojnym. Płynie on z północy na południe, ze wschodnich wybrzeży Australii, stanowi odgałęzienie Prądu Południoworównikowego. Temperatura wody, jaką niesie ze średnią prędkością 2 km/h wynosi w lipcu na północy 22 °C, na południu 12 °C, zaś w lutym 26 °C na północy i 17 °C.